# Rudy Dek
Rudy Dek (1956) is een Nederlandse taaltrainer, journalist en auteur. Zijn eerste roman Het duizendste front, dat het verhaal vertelt van drie scholieren in de provincie Utrecht tijdens de bezetting, verscheen in 1993 via uitgeverij De Arbeiderspers. Hoofdthema's van het boek zijn collaboratie en verzet tijdens de Tweede Wereldoorlog.
De in Veenendaal woonachtige Dek werd vooral bekend vanwege zijn thrillers die zich in Nijmegen afspelen tijdens de jaarlijkse Vierdaagse. De eerste hiervan, getiteld De dood of de gladiolen, verscheen in 2008 via de Nijmeegse uitgeverij Logikos. In het boek, dat vooral fictie bevat, worden terloops ook recente zaken uit de werkelijkheid behandeld.
In 2009 verscheen een tweede zogenaamde 4-daagse thriller, getiteld Vrijdagmoorden. In dit boek worden zakkenrollers, een verdwenen G4S- geldtransport, moorden op mensen uit de Quote 500 en de mishandeling van een buschauffeur behandeld tegen de achtergrond van de Nijmeegse Vierdaagse.
De derde 4-daagse thriller, Het verdriet van de Vierdaagse geheten, verscheen in 2010 en behandelt een poging tot afpersing van de organisatie van de Vierdaagse. In de Waal spoelen afgehakte voeten aan; de vaste hoofdpersoon Rogier Hoofs lost ook deze zaak op. 
In de vierde thriller, Dood van een marsleider (2011) poogt Rogier Hoofs een aantal moorden op te lossen, waaronder die op de marsleider van de Vierdaagse.
In 2016 zijn er twee boeken verschenen. 
Oorlogspad is de nieuwste en het 9e deel uit de serie 4-daagse thrillers. Ter gelegenheid van de 100e Nijmeegse Vierdaagse werd het eerste exemplaar uitgereikt aan marsleider Johan Willemstein.
De dood of de gladiolen uit 2008 is herschreven en met anekdotes in een nieuw jasje gestoken. Het eerste exemplaar van deze heruitgave is uitgereikt aan Henny Sackers, de vice-marsleider van de Nijmeegse Vierdaagse. 